# Колибри-отшельники
Колибри-отшельники (лат. Glaucis) — род птиц семейства колибри.

## Описание
Кончик клюва с крючком. Строят конические подвесные тонкостенные гнезда из тонких корней и волокон.

## Биология
После откладки яиц, самец охраняет территорию вокруг гнезда и прогоняет конкурентов.

## Виды
Международный союз орнитологов относит к роду три вида:
- Бронзовый отшельник Glaucis aeneus (Lawrence, 1868)
- Бронзовохвостый рамфодон Glaucis dohrnii (Bourcier & Mulsant, 1852)
- Краснохвостый отшельник Glaucis hirsutus (Gmelin, 1788)

Ближайшим родственным родом является Ramphodon

## Распространение
Представители рода встречаются в Центральной и Южной Америке от Никарагуа до Боливии и Бразилии.